# Shibuya-AX
Lo Shibuya-AX era una sala concerti situata a Shibuya, Tokyo. Era l'unico spazio per concerti nell'area metropolitana di Tokyo che poteva ospitare 1500 spettatori. La sua apertura risale al dicembre del 2000. L'ultimo concerto si è tenuto il 4 maggio 2014.